# Шарл Рожие
Шарл Латур Рожие (на френски: Charles Latour Rogier) е белгийски революционер и политик от Либералната партия.

## Биография
Той е роден на 17 август 1800 година в Сен Кантен, северна Франция, в семейството на офицер. Баща му изчезва по време на Наполеоновите войни и семейството се преселва в Лиеж, където Шарл Рожие завършва право в Лиежкия университет. Той се включва активно в движението за независимост на Белгия и участва в Революцията от 1830 година, след което е сред основоположниците на Либералната партия. Заема различни държавни постове, а през 1847 – 1852 и 1857 – 1868 година е министър-председател.
Шарл Рожие умира на 27 май 1885 година в Синт Йост тен Ноде.
1. ↑  PS_524 //   Посетен на 19 юни 2022 г.